# Фабио Жуниор Переира
Фабио Жуниор Переира (20. новембар 1977) бивши је бразилски фудбалер.

## Каријера
Током каријере играо је за Крузеиро, Рома, Палмеирас, Бохум, Хапоел Тел Авив и многе друге клубове.

## Репрезентација
За репрезентацију Бразила дебитовао је 1998. године. За национални тим одиграо је 3 утакмице.

## Статистика
| Бразил | Бразил | Бразил |
| Год.   | Ута.   | Гол.   |
| ------ | ------ | ------ |
| 1998   | 1      | 0      |
| 1999   | 2      | 0      |
| Укупно | 3      | 0      |